# Districtul Senica

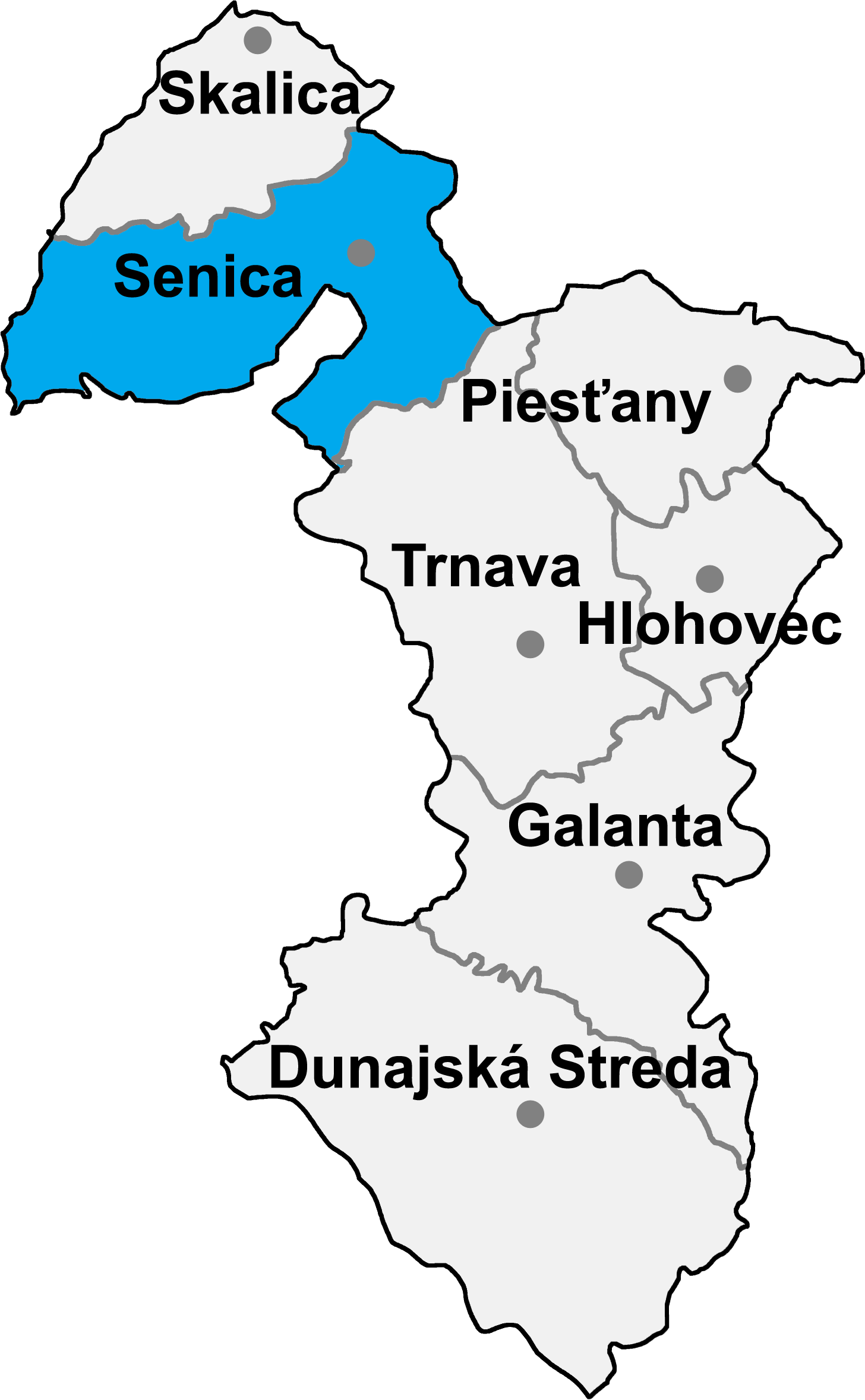
Districtul Senica

Districtul Senica (okres Senica) este un district în Slovacia vestică, în Regiunea Trnava. 

## Demografie
| An:                | 1994   | 2004   | 2014   | 2024   |
| ------------------ | ------ | ------ | ------ | ------ |
| Număr de persoane: | 60.540 | 60.843 | 60.725 | 58.776 |
| Diferență:         |        | +0,50% | −0,19% | −3,20% |

| An:                | 2023   | 2024   |
| ------------------ | ------ | ------ |
| Număr de persoane: | 58.980 | 58.776 |
| Diferență:         |        | −0,34% |

## Comune
- Bílkove Humence
- Borský Mikuláš
- Borský Svätý Jur
- Cerová
- Čáry
- Častkov
- Dojč
- Hlboké
- Hradište pod Vrátnom
- Jablonica
- Koválov
- Kuklov
- Kúty
- Lakšárska Nová Ves
- Moravský Svätý Ján
- Osuské
- Plavecký Peter
- Podbranč
- Prietrž
- Prievaly
- Rohov
- Rovensko
- Rybky
- Sekule
- Senica
- Smolinské
- Smrdáky
- Sobotište
- Šajdíkove Humence
- Šaštín-Stráže
- Štefanov